# Öring
Öring (Salmo trutta) är en art i familjen laxfiskar. Dess naturliga utbredning sträcker sig från norra och nordvästra Europa, inklusive Island och Brittiska öarna, till västra Asien (Ryssland). Den är även introducerad till många platser runt om i världen, som Nordamerika, västra och södra Sydamerika, södra och östra Afrika, Pakistan, Indien, Nepal, Japan, Nya Zeeland och Australien. Öringen leker över grusbottnar i strömmande vattendrag. Artens trivialnamn,  öring, kommer sig just av att fisken uppehåller sig i vatten där botten består av ör, det vill säga grovt grus. Oftast brukar tre olika typer av öring urskiljas utifrån skillnader i levnadssätt, så kallad havsöring som är en havsvandrande (anadrom) öring som utvandrar från sitt födelsevatten till havet, och insjööring som är anpassad till ett liv i sötvatten under hela sin livscykel och vandrar från sitt födelsevatten till en insjö, samt bäcköring som är en småväxt öring som lever hela sitt liv i bäckar och andra strömmande vattendrag.
Öringen är populär att bedriva sportfiske efter och är en uppskattad ädelfisk.

## Systematik
Öringens systematik har varit omdiskuterad och olika auktoriteter behandlar dess systematik på olika sätt. Det finns inga typexemplar bevarade och den stora diversiteten som öringen uppvisar, där skilda levnadssätt även medfört morfologiska skillnader, är en orsak till att öringens systematik förändrats mycket genom åren, då kunskapen och metoderna för att avgöra vad en art är har utvecklats. Ett antal öringarter och underarter har beskrivits, men det är idag oklart vilka av dessa som kan accepteras som giltiga. Många tidigare taxon, både på artnivå och underartsnivå, har därför synonymiserats med Salmo trutta. Bara på artnivå har ungefär 50 tidigare egna taxon idag status som synonymer till Salmo trutta, vilket antyder den stora variationen hos öring och svårigheterna med artbestämningen.
Ett exempel på bestämningsproblematiken på underartsnivå är att havsöring, insjööring och bäcköring tidigare ofta beskrivits som olika underarter, eftersom dessa tre öringtyper som en följd av olika levnadssätt även skiljer sig åt till utseendet. Havsöring gavs då det vetenskapliga namnet Salmo trutta trutta, insjööring Salmo trutta lacustris och bäcköring Salmo trutta fario. Denna indelning kan ibland fortfarande ses som en alternativ representation. Men genetiska undersökningar har visat att dessa taxon inte motsvarar egentliga underarter, utan detta är istället tre olika typer av öring med olika livshistoria. De tre olika ekologiska typerna, eller formerna, har utvecklats oberoende flera gånger och skillnaderna i utseende mellan dem är främst en följd av anpassning till olika levnadssätt och om de olika formerna förekommer i samma vatten kan de föröka sig sinsemellan. Likheter i utseendet mellan två geografiskt åtskilda öringbestånd kan på motsvarande vis vara en följd av anpassning till liknande levnadssätt, och behöver inte betyda att de har ett gemensamt ursprung.

## Utbredning och ekologi
Öringen förekommer naturligt i Europa och västra Asien, Nordatlanten, Vita havet och Östersjöns avrinningsområden, från Spanien till nordvästra Ryssland, inklusive på Island, nordliga Brittiska öarna och Skandinavien. I floden Rhônes avrinningsområde finns ett naturligt öringbestånd i Genèvesjön, som invandrade efter den senaste istiden. Naturliga ursprungliga öringbestånd finns också i övre Donaus och Volgas avrinningsområden.
Öringen är av människan introducerad på många platser i Europa där den idag förekommer men inte är ursprunglig. Den har även introducerats på många platser runt om i andra delar av världen, som till Nordamerika, västra och södra Sydamerika, södra och östra Afrika, Pakistan, Indien, Nepal, Japan, Nya Zeeland och Australien.

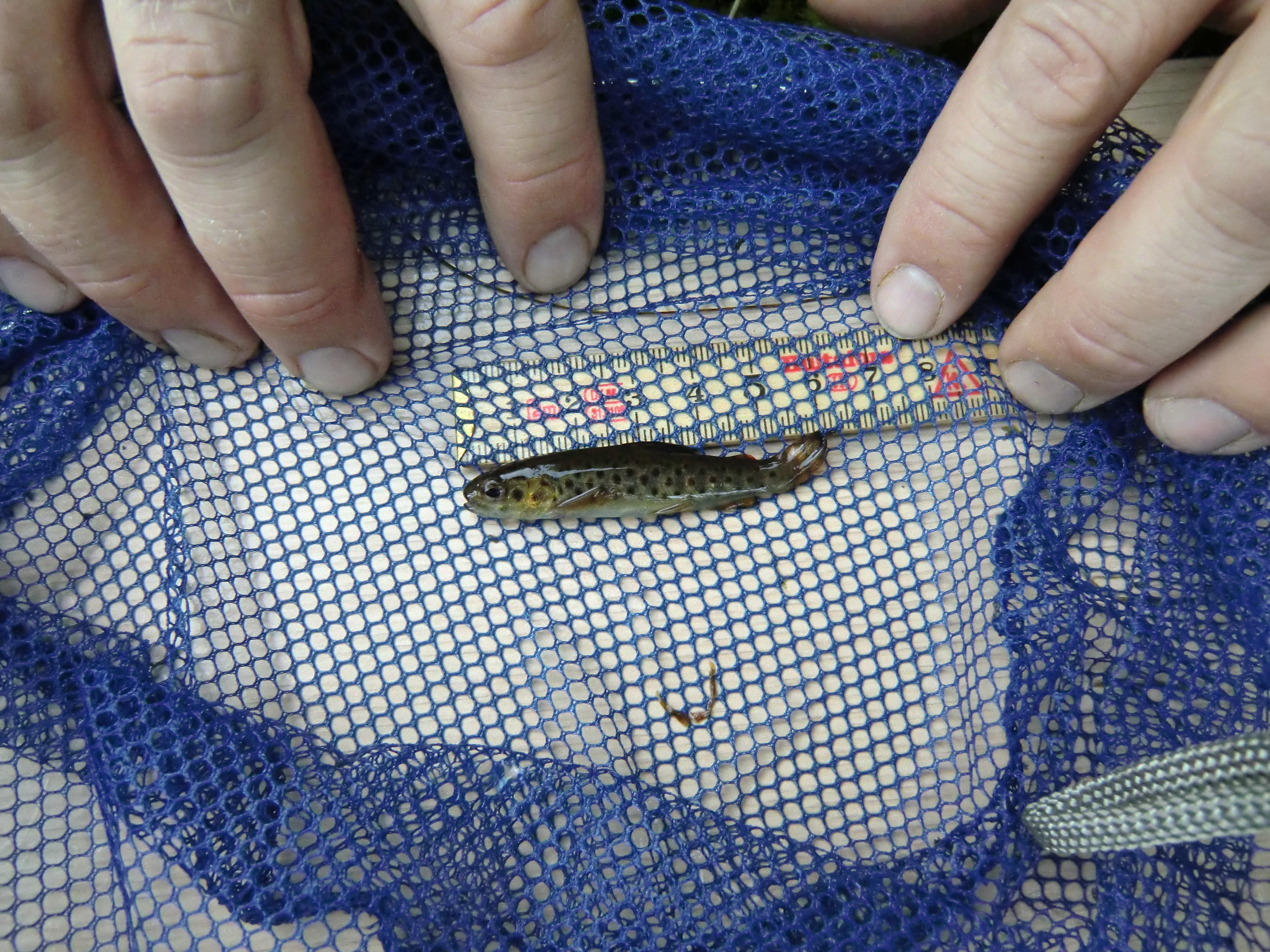
Öring första sommaren, 0+ år, 6 cm lång.

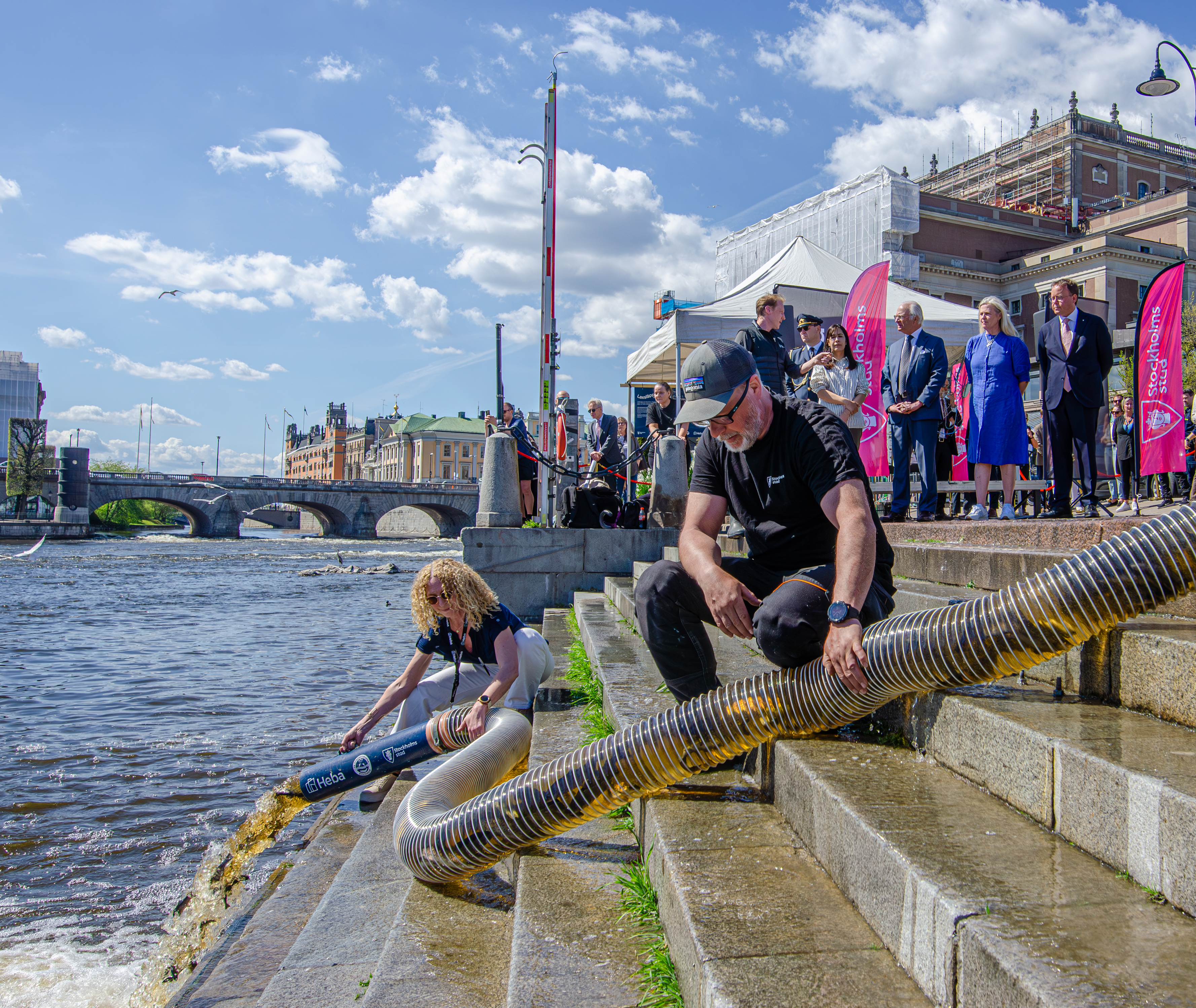
Utsättning av 30 000 öringsungar (smolt) i Stockholms ström 2024.

Öringen leker över grusbottnar i strömmande vattendrag under hösten. Ynglen kläcks följande vår och lever under den första tiden av näringen i gulesäcken. Efterhand börjar ynglen äta plankton, insekter, mindre kräftdjur och snäckor för att när de blir större, vid 10–15 cm storlek, börja blanda in fisk i födan. De unga öringarna (stirr) stannar i födelsevattnet under något/några år (bäcköring hela livet) innan de utvandrar till en större sjö (insjööring) eller havet (havsöring). När de unga öringarna utvandrar kallas de smolt. De utvandrade öringarna stannar i sjön eller havet där de växer till sig tills de uppnår könsmognad då de vandrar tillbaka till det vattendrag där de föddes för att leka. Jämfört med laxar stannar havsvandrande öringar oftast närmare kusten under sin uppväxt.

## Kännetecken
Öringens utseende och storlek varierar mycket beroende på levnadssätt och livsmiljö. Havsvandrande öring kan när det gäller storleken mäta upp mot 110 cm som vuxen, men omkring 75 cm är vanligare. Maxlängden är 140 cm. Även öring som lever i sjöar kan bli ganska storvuxen, speciellt i större sjöar och om det finns gott om bytesfisk. Öring som lever hela sitt liv i vattendrag, så kallade bäcköring, och eller öringar vars diet inte har så stort inslag av bytesfisk utan främst består av mindre byten, såsom insekter, blir inte lika storvuxen. Bäcköringar brukar till exempel vanligen bara mäta 15–30 cm som vuxna. Också färg och teckning skiljer sig åt beroende på livsstadium och livsmiljön. I det tidiga uppväxtstadium som kallas stirr är kroppen gulgrön med 8–11 större mörka stirrfläckar och många små röda och svarta prickar, ofta omgivna av en ljus ring, längs kroppssidorna. Även på ryggen, ryggfenan och huvudets sidor finns det svarta prickar. Framkanten på ryggfenan och även framkanten på analfenan är mer eller mindre vit och den vita färgen avgränsas inåt av en svart söm. Fettfenan är vanligen röd och även stjärtfenan kan delvis vara röd. Öringar som utvandrar till havet ändrar färgteckning i och med utvandringen, under det uppväxtstadium som kallas smolt, och blir silverblanka. De vuxna havslevande öringarna har silverfärgade kroppssidor med svarta fläckar och mörkare gråblå eller ibland grönaktig rygg och vitaktig buk. Fenorna brukar ha ungefär samma färg som ryggen, förutom analfenan och bukfenorna som brukar vara lite ljusare. Fenorna saknar kontrasterade teckning, förutom enstaka mörka prickar som kan finnas på ryggfenan och ibland också på stjärtfenan. Öring som lever hela livet i sötvatten behåller i varierande omfattning delar av stirrteckningen hela livet. Småväxta bäcköringar brukar behålla en färgteckning liknande stirrens hela livet, utom de typiska stora stirrfläckarna (ibland kan dock spår av stirrfläckar finnas kvar) och blir aldrig silverblanka. Vissa storväxta insjööringar, exempelvis i Vänern, är silverfärgade och liknar havsöring.

## Hot
Öringen har påverkats negativt av vattenkraftsutbyggnaden och andra dammar. Dammarna som används vid elproduktion eller är historiska rester av annan verksamhet utgör tillsammans med fel lagda vägtrummor vandringshinder för öringen, vilket fragmenterar livsmiljön och splittrar populationer. Öringen är även mycket känslig för försurning.
Skogsbruket påverkar vattendragen genom att slamma igen lekbottnar med finsediment. Igenslamningen gör att rommen eller ynglen kvävs. Den ökade partikeltransporten kommer av att skogsbruket dikar, markbereder och kör i eller nära vattendragen. Själva kalavverkningen orsakar även den en ökad partikeltransport. Det är därför viktigt att beväxta skyddszoner finns mot vattendragen och att diken har översilningsområden där partiklar kan fastna.
Under flottningsepoken rensades vattendragen på sten och ofta vallades vattendragen in för att förenkla flottningen. Stenar i vattendrag utgör habitat för mikroorganismer, insekter, maskar och snäckor. I och med att stenarna har tagits upp ur vattendragen minskar även ytan för dessa organismer att leva på vilket gör att både antalet arter och individer minskar. Effekten för öringen blev att det blev ont om föda och fiskynglen fick ont om gömställen. Dessutom förstörde rensningarna öringens lekbottnar vilket gjorde att reproduktionen stördes. Trots att rensningarna genomfördes för mellan femtio och 150 år sedan består skadorna än idag. I delar av Norrbotten har omfattande arbete gjorts för att återställa forsarna som rensades av flottare och efter undersökningar visat sig vara framgångsrikt för öringbestånden som berörts av restaureringen av forsarna.

## Bygdemål
| Namn                 | Trakt                      | Förklaring                                                                             | Referens |
| -------------------- | -------------------------- | -------------------------------------------------------------------------------------- | -------- |
|                      |                            |                                                                                        |          |
| Besa                 | Gotland                    | Avser havsöring                                                                        | [ 18 ]   |
| Börsting och börting | Lappland och Vänern        | Avser insjööring                                                                       | [ 19 ]   |
| Börting              | Norrlandskusten            | Avser havsöring                                                                        | [ 19 ]   |
| Stenbit              | Lokalt vid Norrlandskusten | Avser bäcköring. Förväxla ej med hane av Sjurygg, ej heller med havskatt               |          |
| Taimen               | Älvkarleby                 | Namnet är ett finskt lånord. Observera att i riksmålet avser taimen arten Hucho taimen | [ 20 ]   |